# 蔡福
蔡 福（さい ふく）は、中国の小説で四大奇書の一つである『水滸伝』に出てくる登場人物。梁山泊第九十四位の好漢で、地平星の生まれ変わり。渾名は鉄臂膊（てっぴはく）で、腕っ節が強く首切り役人も兼ねていたことから、鉄腕の意味を込めて名付けられた。弟に蔡慶がいる。

## 生涯
元は北京大名府の牢役人で首切り役人も兼ねていた。梁山泊は盧俊義を仲間に引き入れるべく呉用が計略を巡らし、盧俊義は梁山泊の賊と通じている罪で逮捕される。牢役人の蔡福は盧俊義の処遇について、例えば裁判前に毒を盛って病死したことにしてしまうこともできれば、盧俊義が裁判で有利になるよう役所の仲間に働きかけることもできるという、実質的に盧俊義の命を握る重要な立場にあり、それに目をつけた李固（盧俊義の都管（番頭）で、盧俊義の妻の賈氏と密通して、店を乗っ取っていた）から「盧俊義を殺してくれ」と賄賂を渡され、一方で梁山泊の柴進からも「盧俊義を助けてくれ」と賄賂を渡されてしまう。蔡福は弟の蔡慶とも相談し対応に悩むが、結局梁山泊の言う通りに盧俊義が裁判で有利になるように上役などに働きかけ、結果盧俊義は流刑と決まる。しかし盧俊義は護送途中で燕青に一旦助けられるものの、すぐに再び捕らわれて北京に戻され、今度こそ死刑となった。蔡福は仕方なく首切り役人の任を果たそうとするが、刑場に石秀が妨害に入り、盧俊義はその場での処刑は免れたものの石秀とともに捕らわれた。蔡福は二人を優遇し、梁山泊の北京攻略軍に協力して弟と共に梁山泊入りした。梁山泊でも処刑係となったが、作中では実際に誰かを処刑する描写はない。方臘討伐の際の清渓県での戦いで杜微によって重傷を負い戦死した。